# Shawn Kemp
Shawn Kemp (Elkhart, Indiana, SAD, 26. studenoga 1969.) je bivši američki košarkaš.
Nije studirao na sveučilištu, nego je u NBA otišao izravno iz srednjoškolske košarke. Igrao je za koledž Trinity Valley Community. Namjeravao je studirati na Kentuckyjskom sveučilištu. Seattle SuperSonicsi su ga 1989. izabrali na draftu u 1. krugu. Bio je 17. po redu izabrani igrač.

## Vanjske poveznice
- NBA.com